# Wheezy (produttore)
Wheezy, pseudonimo di Wesley Tyler Glass (Vicksburg, 26 ottobre 1992), è un produttore discografico e cantautore statunitense.
Residente ad Atlanta, collabora spesso con artisti della scena rap della città, tra cui Young Thug, Gunna, Future e Lil Baby. Oltre ai già citati, nella sua carriera ha avuto modo di lavorare con Lil Uzi Vert, 21 Savage, Kanye West, Nav, Lil Durk, Playboi Carti, Juice Wrld, i Migos e altri. Tra le sue produzioni più note figurano Yes Indeed di Lil Baby e Drake, Going Bad di Meek Mill e Drake e Hot di Young Thug, Gunna e Travis Scott. I suoi beat sono riconoscibili dalla producer tag che è solito usare: "Wheezy outta here", la cui voce appartiene a Future.

## Carriera
Cresciuto tra il Mississippi e la Georgia, Wheezy si appassiona subito alla musica rap, ascoltando artisti come T.I., Gucci Mane e Young Jeezy. Comincia a produrre beat per suo fratello tra i 14 e i 15 anni usando come programma FL Studio, che ancora oggi utilizza.
La sua carriera da produttore professionista ha inizio collaborando con il gruppo hip hop di Atlanta Rich Kidz. Comincia a fare beat per l'ex membro del gruppo Rich Kid Shawty, oggi noto come Shad da God, e tramite una conoscenza comune entra in contatto con Young Thug, ottima promessa per il futuro del rap e della trap. Per i primi anni di carriera Wheezy lega il suo nome a quello del rapper, entrando nella cerchia dei suoi produttori, tra cui London on da Track e Metro Boomin. Tra il 2015 e il 2016 produce per Young Thug numerose tracce, che faranno parte dei mixtape Slime Season e Slime Season 2, e di quelli commerciali Barter 6, I'm Up e Jeffery, acclamati dalla critica. Nel 2015 nasce il gruppo hip hop Bankroll Mafia, formato da T.I., Young Thug e Shad da God, di cui Wheezy aveva continuato a produrre le canzoni. Produrrà alcune tracce dell'album omonimo del gruppo, pubblicato nel 2016. Lo stesso anno, con la fondazione dell'etichetta di Young Thug, YSL Records, Wheezy conosce e inizia a lavorare con nuovi rapper emergenti, come Gunna, Lil Baby e il meno noto Lil Duke. Nel 2017 arrivano le prime produzioni per Future, con il singolo I Thank U dell'album Hndrxx, per Lil Baby, con due tracce nel suo mixtape di debutto, e per Gunna, con sei tracce del suo mixtape Drip Season 2 e l'intero EP Drip or Drown. Continua a lavorare con Young Thug producendo tracce del nuovo mixtape Beatiful Thugger Girls e dei progetti collaborativi Young Martha (con Carnage) e Super Slimey (con Future).
Il 2018 è l'anno della svolta per Wheezy. Il 18 maggio 2018 Lil Baby pubblica il suo album di debutto Harder Than Ever, di cui Wheezy produce Yes Indeed in collaborazione con Drake che si posiziona al sesto posto nella Billboard Hot 100 e che ad oggi è sette volte disco di platino. La canzone è anche la prima in cui compare la producer tag di Wheezy "Wheezy outta here". Il 17 agosto esce la compilation Slime Language di Young Thug e della sua etichetta e di cui Wheezy è anche produttore esecutivo. La prima canzone dell'album, Tsunami, è dedicata proprio a lui e all'altro produttore Aviator Keyyz, come si può evincere dal ritornello. "Tsunami" è inoltre uno degli pseudonimi di Wheezy. A ottobre 2018 esce Wrld on Drugs, mixtape collaborativo di Future e Juice Wrld e di cui Wheezy è anche produttore esecutivo. A novembre 2018 collabora con Metro Boomin alla realizzazione del suo primo album in studio Not All Heroes Wear Capes producendo insieme a lui Space Cadet (in collaborazione con Gunna). Nello stesso mese esce Championships, album di Meek Mill, di cui Wheezy produce due tracce. Going Bad, in collaborazione con Drake, si posiziona al sesto posto della Billboard Hot 100 ed è ad oggi cinque volte disco di platino.
Il 18 gennaio 2019 esce The Wizrd, settimo album in studio di Future, di cui produce quattro canzoni. A febbraio esce Drip or Drown 2 di Gunna, di cui è anche produttore esecutivo. Tra le sette tracce prodotte da Wheezy vi è 3 Headed Snake con Young Thug che celebra il successo dei tre artisti. Lavora poi come cantautore alle canzoni iMi e We dell'album i,i dei Bon Iver, pubblicato l'8 agosto 2019. Il 16 agosto esce So Much Fun di Young Thug, con cinque canzoni prodotte da Wheezy, tra cui Hot (in collaborazione con Gunna) che si posiziona undicesima nella Billboard Hot 100 e a cui segue un remix (di stessa produzione) con Travis Scott.
Nel 2020 si riconferma partecipando come produttore alla realizzazione di Eternal Atake di Lil Uzi Vert, My Turn di Lil Baby e High Off Life di Future, tutti album di successo. I suoi maggiori progetti riguardano però il secondo album in studio di Gunna, Wunna (di cui è anche produttore esecutivo) e il mixtape in collaborazione con Nav, Emergency Tsunami. In quest'ultimo è presente la canzone Young Wheezy, in cui Nav, in collaborazione con Gunna, rende omaggio all'amico produttore. Sempre nel 2020 collabora per la prima volta con Playboi Carti e Kanye West, producendo Go2DaMoon dell'album Whole Lotta Red. Nel 2021 torna a collaborare con Kanye West partecipando alla produzione dei brani Jonah e Lord I Need You dell'album Donda. Nel 2022 produce 6 canzoni del nuovo album di Gunna DS4Ever, tra cui la virale Pushin P. A ciò si aggiungono alcune produzioni per gli album I Never Liked You di Future, 7220 di Lil Durk e Donda 2 di Kanye West.

## Produzioni

### Singoli
- 2013 – Fuck Dese Niggas (Shad da God feat. Young Scooter)
- 2014 – No Fold (Shad da God)
- 2014 – No Noise (Jose Guapo)
- 2015 – Stunt Sometime (Shad da God feat. TK Kravitz)
- 2015 – Shade (Bryyce feat. Judo e The Playmakers)
- 2015 – No Pretending (Kid Ink)
- 2015 – 1500 (Beatmonster Marc e Wheezy feat. Rich Homie Quan, Peewee Longway e Lil Boosie)[14]
- 2015 – Khally (Beatmonster Marc e Wheezy feat. Rich Homie Quan)[15]
- 2016 – 200,000 (Wheezy feat. Quavo, Lil Uzi Vert e Shad da God)[16]
- 2016 – Poppin (Domani)
- 2016 – Silk Da Shaka (Shad da God)
- 2016 – How We Get Money (Big Country King)
- 2016 – 420 (Shad da God)
- 2016 – Drippin Sauce (Young Dro)
- 2018 – MLK (Young Thug feat. Trouble e Shad da God)
- 2018 – Hmmm (Tm88 e Southside feat. Valee e Lil Yachty)

### Album / EP

#### 2013
Jose Guapo - Lingo
- 06. Honey Bunz (feat. XVL Ashton)

Shad da God - Gas Life
- 04. Bizness
- 06. No Otha Way
- 11. Regardless (feat. Big Kuntry King)

#### 2014
Birdman, Young Thug e Rich Homie Quan - Rich Gang: Tha Tour Pt. 1
- 11. Milk Marie

#### 2015
Young Thug - Barter 6
- 01. Constantly Hating (feat. Birdman)
- 05. Never Had It (feat. Young Dolph)
- 06. Dream (feat. Yak Gotti)
- 07. Dome (feat. Duke)
- 09. Amazing (feat. Jacquees)
- 10. Knocked Off (feat. Birdman)
- 11. OD
- 13. Just Might Be

Rich Homie Quan - If You Ever Think I Will Stop Goin' In Ask Double R
- 19. Set It Off

Young Thug - Slime Season
- 17. Wood Would

Shad da God - 2000 and God
- 01. Hold My Cup (feat. Young Thug)
- 02. Fold
- 03. Stix
- 04. Throwed (feat. Yung Booke)
- 05. Blocked Em In
- 06. Larceny
- 07. Bullshit (feat. Young Dro)
- 08. Who Said (feat. Zach Farlow)
- 09. Money Need Room
- 10. Gold BB's (feat. T.I.)
- 12. Moonrocks
- 14. No No No (feat. T4 Tha Gr8)
- 15. Would You Ride (feat. Rich Homie Quan)

Lil Uzi Vert - Luv Is Rage
- 09. Queso (feat. Wiz Khalifa)

Young Thug - Slime Season 2
- 05. She Notice
- 09. I'll Tell You What
- 10. Mind Right
- 12. Pull Up on a Kid (feat. Yak Gotti)
- 13. Up
- 17. Beast

21 Savage - Slaughter King
- 06. Mind Yo Business

#### 2016
Young Thug - I'm Up
- 02. My Boys (feat. Trouble, Ralo e Lil Durk)
- 03. For My People (feat. Duke)
- 04. King Troup
- 05. Ridin (feat. Lil Durk)

Bankroll Mafia - Bankroll Mafia
- 06. Neg 4 Degrees (feat. Young Thug, Lil Duke e Shad da God)
- 08. My Bros (feat. Lil Duke, Shad da God e Yung Booke)
- 09. Up One (feat. Shad da God, Offset e Quavo)
- 13. Smoke Tree (feat. T.I., Shad da God e London Jae)
- 14. WCW (feat. T.I., Young Thug, Shad da God e Lil Duke)
- 17. Bankrolls on Deck (feat. T.I., Young Thug, Shad da God e PeeWee Roscoe)

Lil Duke - Uber
- 02. Personality
- 05. Change Your Life (feat. Anthony Hamilton)
- 06. Know Ima Stunt (feat. Ralo)
- 07. Never Had Shit (feat. 21 Savage)
- 08. Whole Lotta (feat. Gunna)
- 09. Know Ima Get It (feat. Lil Yachty)
- 12. Cant Have Me (feat. Dolly)

Shad da God - Free Tha Goat
- 02. 6 Rings
- 07. Trap Talk
- 13. Torch
- 14. Pink Nucca (feat. Chi Chi)

Lil Durk - Lil Durk 2X
- 01. Check

Lil Duke - Blue Devil
- 03. Stand Up Niggas (feat. Young Thug)
- 07. Run It Up
- 10. We Get It (feat. Trae tha Truth)
- 11. Gotta Be In You (feat. Gunna)
- 12. Water Water (feat. Gunna)

Young Thug - Jeffery
- 02. Floyd Mayweather (feat. Travis Scott, Gucci Mane e Gunna)
- 03. Swizz Beatz
- 06. Guwop (feat. Quavo, Offset e Young Scooter)
- 09. Kanye West (feat. Wyclef Jean)

Artisti Vari - The Birth of a Nation: The Inspired By Album
- 04. Oh Lord (Gucci Mane e Lil Wayne)

Flyguy Tana - Never Had A Deal
- 03. Ten Toes Down (feat. MBC)
- 04. They Don't See Da Score
- 05. Is Ya Wit It (feat. R2R Mike)
- 06. Spare None (feat. Shad da God)

#### 2017
Future - Hndrxx
- 12. I Thank U

Lil Baby - Perfect Timing
- 06. 100 Round (feat. Lil Yachty)
- 11. Our Year (feat. Gunna)

Shad da God - God Gang
- 01. God Gang
- 03. 4th of July
- 04. Lotta Hox
- 08. Originator
- 10. Them Boyz (feat. Young Thug)
- 11. Zip Code
- 12. Michael Jackson (feat. Lil Uzi Vert)

Lil Duke - Life in the Hills
- 01. Intro
- 02. Light My Blunt (feat. Gunna)
- 05. Better Days
- 06. Billboard (feat. Wiz Khalifa e Dave East)
- 08. Every Night (feat. Sonyae)
- 09. Diamonds Dancing (feat. Young Thug)
- 10. Outro
- 11. Starve (feat. Gunna)

Big Bank - King of the Jungle
- 07. 25 Squares (feat. Future)

Gunna - Drip Season 2
- 05. Japan
- 08. Make No Sense (feat. Lil Duke)
- 09. Money Talking (feat. Nechie)
- 10. Secure the Vibe (feat. Young Thug)
- 11. Ass
- 14. Get It If You Want It

Young Thug - Beautiful Thugger Girls
- 01. Family Don't Matter (feat. Millie Go Lightly)
- 07. You Said (feat. Quavo)
- 08. On Fire
- 10. Feel It
- 12. Oh Yeah

21 Savage - Issa Album
- 12. Special

Bobby Raps - Mark
- 13. Back 2 Life

Meek Mill - Wins & Losses
- 07. We Ball (feat. Young Thug)

Hustle Gang - We Want Smoke
- 08. Gateway (feat. Translee, Yung Booke, Tokyo Jetz e Ink)

Young Thug e Carnage - Young Martha
- 03. 10,000 Slimes

Gunna - Drip or Drown
- 01. Paid
- 02. Drip or Drown
- 03. Invest
- 04. Don't Give Up
- 05. Award
- 06. Don't Play With It (feat. Young Thug)
- 07. Dodge the Hate

Future e Young Thug - Super Slimey
- 04. 200
- 08. Drip On Me

Travis Scott e Quavo - Huncho Jack, Jack Huncho
- 13. Best Man

#### 2018
Future e Juice WRLD - Wrld on Drugs
- 02. Astronauts
- 03. Fine China
- 05. Make It Back
- 07. 7AM Freestyle
- 08. Different (feat. Yung Bans)
- 09. Shorty
- 10. Realer N Realer
- 11. No Issues
- 13. Afterlife

Migos - Culture II
- 12. White Sand (feat. Travis Scott, Big Sean e Ty Dolla Sign)

Gunna - Drip Season 3
- 07. Pedestrian
- 16. Toast Up
- 17. Drip or Down (Remix) (feat. Lil Yachty)

Young Sizzle - Trap Ye Season 2
- 16. OD

Rich The Kid - The World Is Yours
- 08. Lost It (feat. Quavo e Offset)

Lil Baby - Harder Than Ever
- 05. Yes Indeed (feat. Drake)

Nav - Reckless
- 12. What I Need / Daheala Outro

Shad Da God - City Of God
- 12. Prankster
- 14. Thumb Thru (feat. Gunna e Lil Duke)

Young Thug - Slime Language
- 01. Tsunami
- 06. Chanel (Go Get It) (feat. Gunna e Lil Baby)
- 07. Dirty Shoes (feat. Gunna)
- 08. It's a Slime (feat. Lil Uzi Vert)
- 11. January 1st (feat. Jacquees e Trapboy Freddy)
- 12. Chains Choking Me (feat. Gunna)

Quavo - Quavo Huncho
- 04. Flip the Switch (feat. Drake)

Meek Mill - Championships
- 09. Going Bad (feat. Drake)
- 14. Pay You Back (feat. 21 Savage)

21 Savage - I Am > I Was
- 06. 1.5 (feat. Offset)
- 08. Can't Leave Without It (feat. Lil Baby e Gunna)

#### 2019
Future - The Wizrd
- 05. Crushed Up
- 06. F&N
- 12. Krazy But True
- 16. Goin Dummi

Gunna - Drip or Drown 2
- 01. Wit it
- 04. Cash war
- 06. Yao Ming
- 07. Idk Why
- 09. Baby Birkin
- 11. 3 Headed Snake (feat. Young Thug)
- 16. Who You Foolin

Rich the Kid - The World Is Yours 2
- 04. Fall Threw (feat. Young Thug e Gunna)

Trippie Redd - !
- 10. Mac 10 (feat. Lil Duke e Lil Baby)

Yung Bans - Misunderstood
- 02. SOS
- 12. Hold Up (feat. Gunna e Young Thug)

Lil Gotit - Crazy But It's True
- 05. Drip School (feat. Lil Durk)

Bon Iver - i, i
- 02. iMi
- 03. We

Young Thug - So Much Fun
- 01. Just How It Is
- 04. Hot (feat. Gunna)
- 07. Bad Bad Bad (feat. Lil Baby)
- 10. I Bought Her (feat. Lil Duke)
- 16. Circle of Bosses (feat. Quavo)

Trippie Redd - A Letter To You 4
- 19. Chosen

A Boogie wit da Hoodie - Artist 2.0
- 18. Mood Swings

#### 2020
Lil Baby - My Turn
- 14. We Should (feat. Young Thug)

Lil Uzi Vert - Eternal Atake
- 13. Urgency (feat. Syd)

Lil Uzi Vert - Eternal Atake (Deluxe) - LUV vs. the World 2
- 06. Strawberry Peels (feat. Young Thug e Gunna)

DaBaby - Blame It On Baby
- 04. Talk About It

Nav - Good Intentions
- 06. No Debate (feat. Young Thug)

Future - High Off Life
- 04. Solitaires (feat. Travis Scott)
- 10. Harlem Shake (feat. Young Thug)

Gunna - Wunna
- 01. Argentina
- 02. Gimmick
- 09. Blindfold (feat. Lil Baby)
- 10. Rockstar Bikers & Chains
- 11. Met Gala
- 12. Nasty Girl/On Camera
- 14. I'm on Some
- 15. Top Floor (feat. Travis Scott)
- 17. Do Better
- 23. Relentless (feat. Lil Uzi Vert)

Iann Dior - I'm Gone
- 09. Prospect (feat. Lil Baby)

YoungBoy Never Broke Again - Top
- 08. I'm Up

Nav - Emergency Tsunami
- 01. Breaking News Intro
- 02. Friends & Family
- 04. Nasty
- 05. Repercussions (feat. Young Thug)
- 06. Vetement Socks
- 07. Don't Need Friends (feat. Lil Baby)
- 08. Make It Right Back
- 09. Trains (with Lil Keed)
- 10. Do Ya Deed (feat. SahBabii)
- 11. Droppin Tears
- 12. Modest
- 13. Turn & Twist
- 14. Breaking News Outro
- 15. Pickney
- 16. Stella McCartney (feat. Future)

Playboi Carti - Whole Lotta Red
- 02. Go2DaMoon (feat. Kanye West)

#### 2021
Kanye West - Donda
- 07. Jonah
- 20. Lord I Need You

#### 2022
Gunna - DS4Ever
- 01. Private Island
- 02. Pushin P (feat. Future e Young Thug)
- 03. Poochie Gown
- 04. Mop
- 13. Too Easy (feat. Future)
- 20. Too Easy Remix (feat. Future e Roddy Ricch)

Future - I Never Liked You
- 01. 712PM
- 10. Chickens (feat. EST Gee)
- 21. Worst Day

Lil Durk - 7220
- 25. Smurk Outta Here
- 28. Expedite This Letter

Kanye West - Donda 2
- 10. Happy